# Chactidae
I Chactidae sono una famiglia di artropodi appartenenti all'ordine degli scorpioni, che comprende 14 generi e 180 specie.